# J.League Pocket
J.League Pocket  est un jeu vidéo de football développé et édité par Konami, sorti en 2001 sur Game Boy Advance. Le jeu est disponible au lancement de la console.
Il a connu une suite : J.League Pocket 2.